# Campanar de Sant Menna
El Campanar de Sant Menna és el que queda de l'antiga església parroquial romànica de Sentmenat, al Vallès Occidental.
El campanar de Sant Menna és romànic de planta quadrada datat al segle xii, encara en ús. Té dos pisos i presenta murs d'aparell de carreus. Al primer pis, la finestra és d'arc de mig punt i al segon, les finestres són geminades i la teulada amb quatre aiguavessos. Està restaurat i, antigament, la creu que el coronava era de pedra però en l'actualitat, hi ha una de ferro. El campanar de l'antiga església de Sant Menna, és l'únic testimoni de la desapareguda església antiga que es va esfondrar al segle xviii (1745). La tipologia del campanar permet datar la construcció cap a final del segle xi o principi del segle xii. Sembla que l'obra va ser construïda sobre l'absis d'un edifici preromànic (segles ix-x).
El campanar es fonamenta sobre l'antic absis de l'església paleocristiana datada al segle v. Aquest temple, format per una sola nau de planta rectangular pavimentat amb opus signinum, un absis també rectangular i amb una aula annexa, és rar entre els tipus peninsulars paleocristians, però similar al de la presó de Sant Vicent, Sainte-Geneviève (Saint-Denis, París, França) o Tiffeltassine (Algèria), presentava també presbiteri. A més també es documentà arqueològicament l'ús de l'antiga església com a necròpoli. S'hi van descobrir una vintena d'inhumacions tant d'adults com d'infants. Als encontorns també es van trobar restes de sepulcres i de mantes sitges parcialment excavades.